# Almut Zydra
Almut Zydra (* 10. November 1962) ist eine deutsche Schauspielerin und Synchronsprecherin.

## Leben
Zydra besuchte die Berliner Theaterschule und die Hochschule für Musik „Hanns Eisler“ Berlin.
Als Synchronsprecherin sprach sie unter anderem Rollen in Star Trek, Avatar – Aufbruch nach Pandora, WALL·E – Der Letzte räumt die Erde auf, Desperate Housewives, Matrix Reloaded, Matrix Revolutions und Violetta. 2015 sprach sie in der Fernsehserie Heidi die Rolle der Bärbel.
Zydra wohnt in Berlin-Schöneberg.

## Synchronisation (Auswahl)

### Filme
- 1996: Rusty Schwimmer in Twister als Mrs. Thornton
- 1998: Lisa Ann Walter in Ein Zwilling kommt selten allein als Chessy
- 1999: Jennifer Edwards–Hughes in The Straight Story – Eine wahre Geschichte als Brenda (Verkäuferin)
- 2001: Avis–Marie Barnes in Jeepers Creepers – Es ist angerichtet als Trooper Weston
- 2002: Mo’Nique in Halbtot – Half Past Dead als Twitchs Mädchen
- 2002: Allison Thomas–Miller in Perfectly Legal als Veronica
- 2004: Kiersten Warren in 30 über Nacht als Trish Sackett
- 2005: Doree A. Austin in Empire Falls – Schicksal einer Stadt als Mrs. Rodrigue
- 2005: Brooke Smith in In den Schuhen meiner Schwester als Amy
- 2006: Catherine O’Hara in Bärenbrüder 2 als Kata
- 2006: Tami Sagher in Beim ersten Mal als Kostümdame
- 2007: Patti D’Arbanville in Verführung einer Fremden als Esmeralda
- 2008: Ms. P. in Extreme Movie als Tabitha
- 2008: Anne Wallimann–Charpentier in Die Klasse als Anne
- 2009: Mary O’Shea in Ondine – Das Mädchen aus dem Meer als Fish Co Op Worker
- 2009: Yvette Nicole Brown in Die nackte Wahrheit als Dori
- 2009: Cleo King in Hangover als Officer Garden
- 2010: Marcia Debonis in Briefe an Julia als Lorraine
- 2010: Alex Borstein in Kiss & Kill als Mrs. Baily
- 2014: Patrice A. Musick in Die Abenteuer von Mr. Peabody & Sherman als Lehrerin
- 2014: Cleo King in Transformers: Ära des Untergangs als Maklerin
- 2016: Catherine Lough Haggquist in Die Weihnachtsstory als Lauren Forster
- 2016: Yolanda Adams in Ride Along: Next Level Miami als Pfarrerin
- 2017: Monsieur Pierre geht online
- 2020: Fortune Feimster in Soul als Fachberaterin Jerry

### Serien
- 1995: Josie Lawrence in Absolutely Fabulous als TV-Moderatorin (Folge 3x06)
- 1998: Cheryl Francis Harrington in Friends als Casting-Leiterin (Folge 4x04)
- 1999: Cathy DeBuono in Star Trek: Deep Space Nine als M’Pella (Folge 7x24)
- 1999: Roxanne Hart in Emergency Room – Die Notaufnahme als Mrs. Kottmeier (Folge 6x07)
- 2001: J. Karen Thomas in Emergency Room – Die Notaufnahme als Polizistin (Folge 7x18)
- 2001: Vernee Watson in Dharma & Greg als Ms. Vialla (Folge 4x12)
- 2001: Adilah Barnes in Roswell als Journalismus–Lehrerin (Folge 3x04)
- 2001: Yvonne Farrow in Roswell als Dr. Lynette Ramey (Folge 3x09)
- 2002: Kasi Lemmons in Emergency Room – Die Notaufnahme als Chemotherapie–Technikerin (Folge 8x15)
- 2002: Elisabeth Harmon–Haid in Emergency Room – Die Notaufnahme als Effie (Folge 9x03)
- 2002: Ginny Harman in Boston Public als Mrs. Delray (Folge 2x08)
- 2002: Susan Yeagley in Emergency Room – Die Notaufnahme als TV–Interviewerin (Folge 9x04)
- 2002–2004, 2006, 2008: Melanie Nicholls–King in The Wire als Cheryl (15 Folgen)
- 2003: Mary–Pat Green in Six Feet Under – Gestorben wird immer als Pfarrerin (Folge 2x01)
- 2003: Tara Karsian in Six Feet Under – Gestorben wird immer als Zuschauer–Koordinatorin (Folge 3x06)
- 2003: K.T. Thangavelu in Six Feet Under – Gestorben wird immer als Krankenschwester #2 (Folge 3x10)
- 2003: Nanci Chambers in JAG – Im Auftrag der Ehre als Lt. Loren Singer (Folge 9x02)
- 2004: Denise Gentile in Emergency Room – Die Notaufnahme als Botox–Party–Patientin (Folge 9x20)
- 2005: Kila Kitu in Emergency Room – Die Notaufnahme als Mrs. Slattery (Folge 11x13)
- 2005: Arthel Neville in Monk als Talkshow–Moderator (Folge 3x11)
- 2005: Livia Treviño in Without a Trace – Spurlos verschwunden als Ms. Morales (Folge 4x02)
- 2006: Vernee Watson in Desperate Housewives als Ärztin der Notaufnahme (Folge 3x01)
- 2006: Rosalind Chao in Medical Investigation als Dr. Kramer (Folge 1x10)
- 2006–2007: Kathleen York in Desperate Housewives als Monique Polier (3 Folgen)
- 2006–2011: Brooke Smith in Grey’s Anatomy als Dr. Erica Hahn (33 Folgen)
- seit 2006: Kirsten Vangsness in Criminal Minds als Penelope Garcia (alle Folgen)
- 2007: Rebecca Metz in Scrubs – Die Anfänger als Großvaterverkauf-Angestellte (Folge 5x16)
- 2007: Juliette Jeffers in Veronica Mars als Dr. Chambliss (Folge 3x12)
- 2007: Margaret Travolta in Emergency Room – Die Notaufnahme als Mrs. Dawson (Folge 13x17)
- 2008: Judith Benezra in Emergency Room – Die Notaufnahme als Dr. Pavelich (Folge 14x12)
- 2009: Chane’t Johnson in Life als Agent Liz Ray (Folge 2x16)
- 2009: Dee Freeman in Bones – Die Knochenjägerin als Sgt. Frances Diamond (Folge 4x03)
- 2009: Eve Gordon in Emergency Room – Die Notaufnahme als Mrs. Nugent (Folge 15x13)
- 2009: Sara Stewart in Ashes to Ashes – Zurück in die 80er als Gaynor Mason / George Staines (Folge 2x05)
- 2009: Gina Torres in Bones – Die Knochenjägerin als Dr. Toni Ezralow (Folge 4x11)
- seit 2009: Meredith Eaton In Navy CIS als "Carol Wilson"
- 2011: Marty Smith in Breaking Bad als Bingo–Sprecherin (Folge 4x13)
- 2011–2013: Sharon Sachs in Grimm als Dr. Harper (11 Folgen)
- 2012–2013: Mary–Pat Green in American Horror Story – Asylum als Nonne #1 (Folgen 2x09,11)
- 2012–2013: J. Karen Thomas in Nashville als Audrey Carlisle (4 Folgen)
- 2012–2015: Mirta Wons in Violetta als Olga (alle Folgen)
- 2013: Lisa K. Wyatt in Bones – Die Knochenjägerin als Ausbilderin Lisa Tollison (Folge 7x06)
- 2013: Ora Jones in Chicago Fire als Mrs. Leppert (Folge 1x19)
- 2013: Mary Kraft in Sleepy Hollow als Dr. Mara Vega (Folge 1x03)
- 2013: Jane Edith Wilson in 1600 Penn als Mrs. Stitchcomb (Folge 1x05)
- 2014: Da’Vine Joy Randolph in Good Wife als Margie (Folge 4x21)
- 2014: Jocelyn Ayanna in Navy CIS als Mrs. Dawson (Folge 11x07)
- 2015: Barbara Eve Harris in Forever als Lt. Marica Roark (Folge 1x01)
- 2015: Lara Grice in American Horror Story – Freak Show als Avon-Beraterin (Folge 4x09)
- 2015: Cheryl Francis Harrington in Getting On – Fiese alte Knochen als Dr. Violet Mwangangi (Folge 2x06)
- 2015: Samia Akudo in Detective Laura Diamond als Empfangs-Domina (Folge 1x04)
- 2015: Rachel Leah Cohen in Instant Mom als Ms. Jamison (Folge 1x11)
- 2015: Hanna Dworkin in Sense8 als OP–Schwester (3 Folgen)
- 2015: Deneen Tyler in Navy CIS: New Orleans als Mama T. (Folge 1x18)
- 2017: Merritt Wever in Godless als Mary-Agnes
- 2018–2020: Catherine O’Hara in Schitt’s Creek als Moira Rose (80 Folgen in 6 Staffeln)
- 2024: Stacie Greenwell in Navy CIS: Hawaiʻi als Rangerin Jo Heath